# Анна Амалия фон Зайн-Витгенщайн-Хомбург
Анна Амалия фон Зайн-Витгенщайн-Хомбург (на немски: Anna Amalia von Sayn-Wittgenstein-Homburg) от рода Зайн-Витгенщайн е графиня от Зайн-Витгенщайн-Хомбург и графиня на Липе-Браке.

## Биография
Родена е на 6 декември 1641 година в Хомбург в Нюмбрехт. Тя е дъщеря на граф Ернст фон Зайн-Витгенщайн-Хомбург (1599 – 1649) и първата му съпруга графиня Елизабет фон Зайн-Витгенщайн (1609 – 1641), дъщеря на граф Лудвиг II фон Зайн-Витгенщайн-Витгенщайн (1571 – 1634) и графиня Елизабет Юлиана фон Золмс-Браунфелс (1578 – 1634). Баща ѝ Ернст се жени втори път 1642 г. за графиня Кристина фон Валдек-Вилдунген (1614 – 1679).
Анна Амалия фон Зайн-Витгенщайн-Хомбург умира на 27 март 1685 в Браке, Липе-Детмолд, и е погребана там.

## Фамилия
Анна Амалия фон Зайн-Витгенщайн-Хомбург се омъжва на 28 май 1663 г. в дворец Хомбург в Нюмбрехт за граф Казимир фон Липе-Браке (* 22 юли 1627; † 12 март 1700, Браке в Лемго), най-възрастният син на Ото фон Липе-Браке (1589 – 1657) и Маргарета фон Насау-Диленбург (1606 – 1661). Те имат девет деца:
- Руфолф (* 10 май 1664, Браке; † 27 октомври 1707, Браке), от 1692 г. граф на Липе-Браке, женен на 4 ноември 1691 г. за графиня Доротея Елизабет фон Валдек-Вилдунген (1661 – 1702)
- Ото (* 1 август 1665, Браке; † 3 август 1688, Негропонте)
- Фердинанд (* 5 януари 1668, Браке; † 27 септември 1703, убит при Маастрихт)
- Хедвиг София (* 20 февруари 1669, Браке; † 5 април 1738, Берлебург), омъжена на 27 октомври 1685 г. в Браке за граф Лудвиг Франц фон Сайн-Витгенщайн-Берлебург (1660 – 1694)
- Ернст (* 10 май 1670, Браке; † 19 май 1670, Браке)
- Ернестина (* 1 ноември 1671, Браке; † 10 ноември 1671, Браке)
- Кристина Мария (* 26 септември 1673, Браке; † 31 яниари 1732, Бозфелд, Реда, Детмолд), омъжена на 3 януари 1695 г. в Браке за граф Фридрих Мориц фон Бентхайм-Текленбург (1653 – 1710)
- син (* 11 ноември 1674, Браке; † 11 – 30 ноември 1674, Браке)
- Луиза (* 4 ноември 1676, Браке; † 9 ноември 1676, Браке)